# Зєльони-Лясек
Зєльони-Лясек (пол. Zielony Lasek, нім. Grünwalde) — село у Ґолдапському повіті Вармінсько-Мазурського воєводства. Адміністративно підпорядковане ґміні Бане-Мазурське.
Від 1975 року до адміністративно-територіальної реформи 1998 року належало до Сувалцького воєводства.